# Hangzhou Wan Daqiao
Die Hangzhou Wan Daqiao (chinesisch 杭州灣大橋 / 杭州湾大桥, Pinyin Hángzhōu Wān Dàqiáo, englisch Hangzhou Bay Bridge) ist ein Brückenzug, der die Hangzhou-Bucht an der Ostküste Chinas überspannt. Sie verfügt über sechs Spuren.
Die Brücke verbindet Cixi, das sich 25 km nordwestlich von Ningbo befindet, mit Jiaxing und verkürzt somit die Strecke zwischen Shanghai und Ningbo um 120 km. Mit einer Länge von 36 km war sie bei der Eröffnung im Jahr 2008 die längste Meeresbrücke der Welt. 2011 verlor sie diesen Status an die Jiaozhou-Bucht-Brücke. Das Bauwerk besteht unter anderem aus zwei Schrägseilbrücken mit 448 m beziehungsweise 318 m Stützweite. Über die Brücke führt die Ringautobahn Hangzhou-Bucht (G92).

## Baugeschichte
Der Bau der Brücke begann am 8. Juni 2003. Beide Brückenteile wurden am 26. Juni 2007 miteinander verbunden und am 1. Mai 2008, früher als geplant, wurde die Brücke für den Verkehr freigegeben.
Es wurden 11,8 Milliarden Yuan (entspricht ca. 1,4 Milliarden Euro) in den Bau investiert, wovon ungefähr die Hälfte von privaten Firmen aus Ningbo stammt. Insgesamt zehn Jahre vergingen für Planung und Bauzeit. Chefarchitekt war Lin Guoxiang. Mehr als 600 Experten verschiedener Disziplinen waren an der Vorbereitung des Projekts beteiligt. Besonders problematisch war die Gründung der Pfeiler, weil der Tidenhub von über neun Metern in der flachen Bucht und der poröse Meeresboden eine große Herausforderung darstellte.

## Struktur
Die Hangzhou Bay Bridge setzt sich aus neun Abschnitten zusammen. Die beiden Schrägseilbrücken sind besonders aufwändig konstruiert. Pylone von fast 100 Metern Höhe halten die Spannseile. 660 Brückenbögen und 7000 Pfeiler, die rund 70 Meter hoch sind, tragen das Bauwerk. Die größere der beiden Durchfahrten hat eine Pylonen-Stützweite von 448 m, die Durchfahrtbreite beträgt 408 m. Die Brücke ist so konstruiert, dass sie Windgeschwindigkeiten von bis zu 230 km/h standhält. Die beteiligten Stahlfirmen gaben für die Trägerteile eine Garantie für die nächsten 100 Jahre. Insgesamt wurden 800.000 Tonnen Stahl und 2,5 Millionen Tonnen Beton verbaut. Etwa auf halber Strecke, mitten über dem Meer, wurde inzwischen eine Service-Insel errichtet, die eine Raststätte, Restaurants, ein Hotel, ein Konferenzzentrum und eine Aussichtsplattform umfasst.

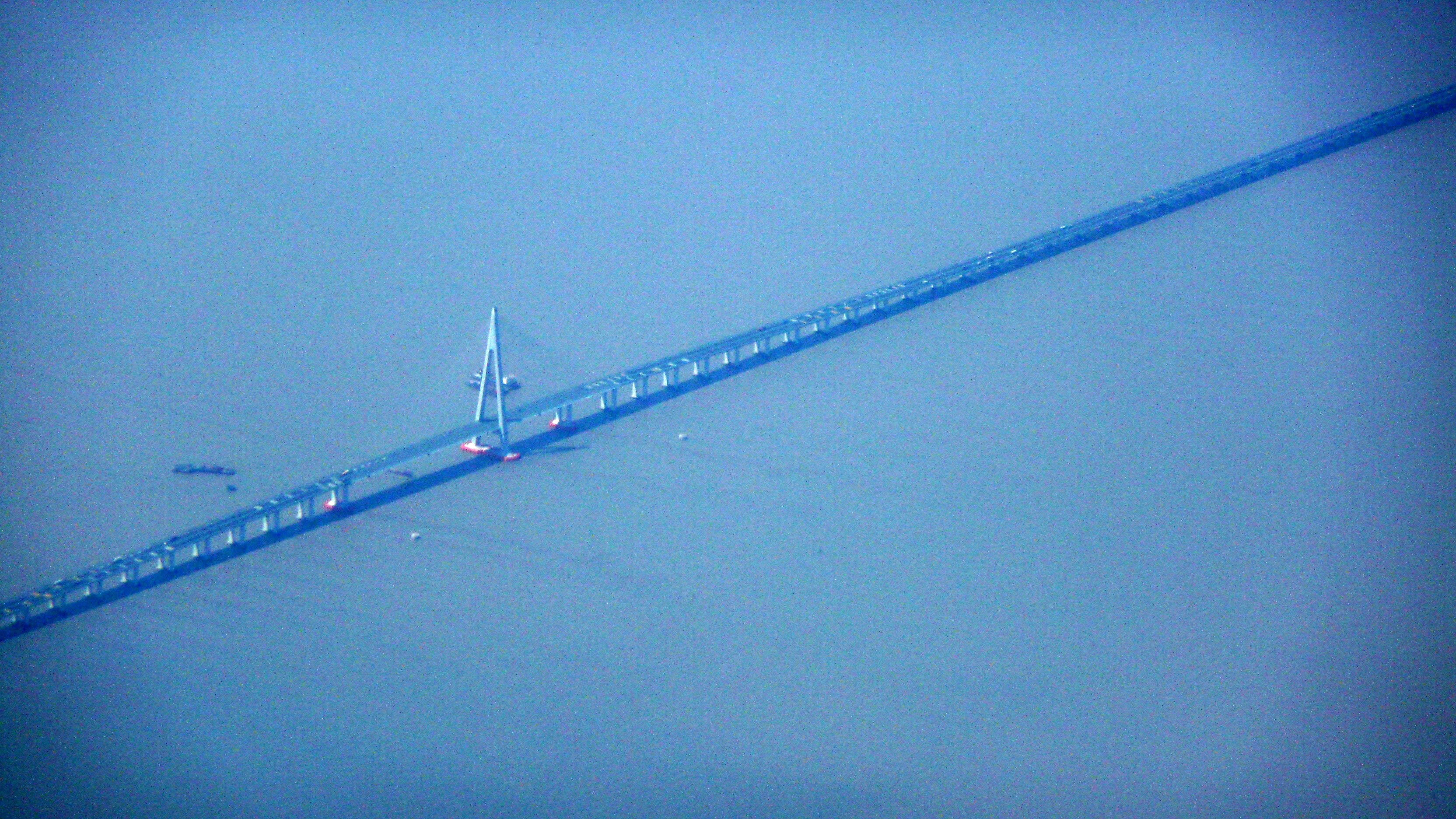
Blick vom Flugzeug aus
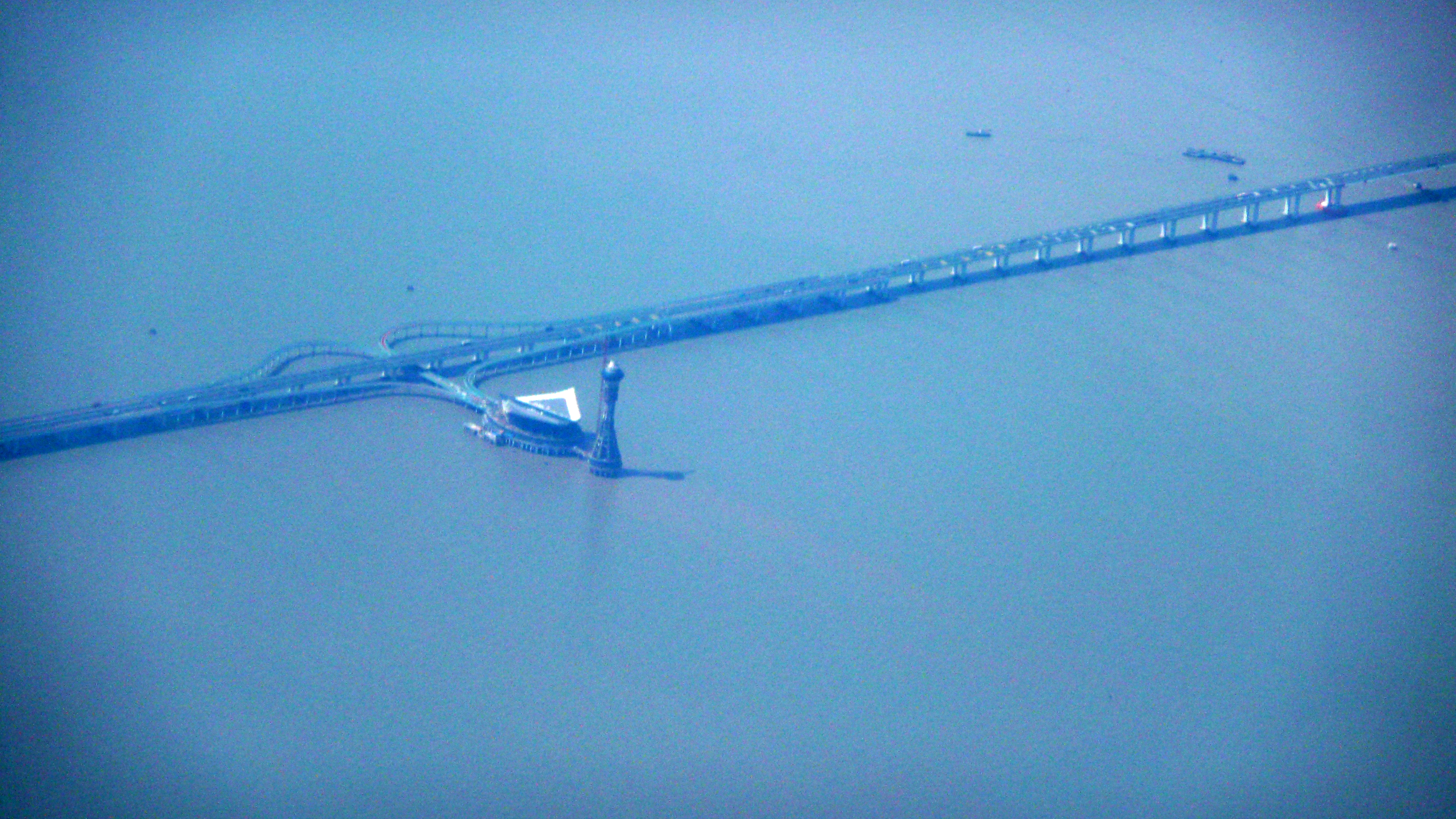
Blick auf die Service-Insel